# Jeremy Dudziak
Jeremy Dudziak (ur. 28 sierpnia 1995 w Hamburgu) – niemiecki piłkarz pochodzenia ghańsko-tunezyjskiego grający na pozycji pomocnika. Od 2023 roku zawodnik Hertha BSC.

## Życiorys
Jest wychowankiem Borussii Dortmund. W czasach juniorskich trenował także w Viktorii Beeck, MSV Duisburg i FC Schalke 04. W latach 2013–2015 był piłkarzem rezerw Borussii. W 2015 roku występował również w pierwszym zespole. W Bundeslidze zadebiutował 21 marca 2015 w wygranym 3:2 meczu z Hannoverem 96. Do gry wszedł w 58. minucie, zastępując Olivera Kircha. 28 sierpnia 2015 odszedł za 250 tysięcy do hamburskiego FC St. Pauli.